# 아드 핀들리어흐
아드 핀들리어흐 막 닐(고대 아일랜드어: Áed Findliath mac Neíll, 아일랜드어: Aodh Fionnadhliath: ??-879년)은 중세 초기 아일랜드의 군주다. 855년경부터 알리 국왕이었고 862년부터 아르드리를 겸했다. 879년 사망했다. 왕위는 사위이자 의붓아들 플란 너 시나너가 계승했다.
| 전임 말 세크날 막 말러 루어나드 | 에린의 지고왕 862년-879년 | 후임 플란 너 시나너 |

| 전임 말 둔 막 아다 | 알리 국왕 855년경–879년 | 후임 무르카드 막 말러 둔 |